# 森城 (信濃国)
森城（もりじょう）は、長野県大町市にあった日本の城（平山城）。森城址として整備されており、仁科神社や仁科盛遠の顕彰碑がある。

## 概要
木崎湖畔に位置し、城の北部と東部を湖、西部を沼地に囲まれた半島状の地形を利用した城である。木崎湖の北岸に仁科氏の祖先と言われる阿倍氏に因んだ地名が存在することなどから、築城時期は古代にまで遡るとの説もあるが詳細は不明である。
平安時代後期には仁科氏が安曇郡一帯の国人領主となり、大町周辺の荘園「仁科荘」や伊勢神宮領の「仁科御厨」を支配していたが、市内の舘之内に舘を築くと、この城は後詰めの城としての役割を果たした。さらに鎌倉時代には天正寺館に移り、大町市街地の原型となる市場町を形成した。承久の乱で仁科盛遠が没落すると、阿部氏の居城となったが、1233年、鎌倉幕府の命を受けた木曾義仲の次男木曾義重が森城を攻め、城主の阿倍貞高（五郎丸）を追放した。
戦国時代に入り仁科盛政が甲斐国の武田信玄に討たれたことにより仁科氏の正統は途絶え、信玄は五男である盛信に仁科氏の名跡を継がせた。信玄は越後国の上杉謙信に対する軍事上の重要拠点としてこの城を見做して盛信を配置し、城郭を改修させた。1582年の武田氏滅亡後の天正壬午の乱に際して、この地を治めた小笠原貞慶も上杉景勝に対する軍事上の拠点と見做して派兵したと記録されている（廃城の時期は不明）。
本丸跡には仁科氏や、明治時代以降の戦没者を祭る仁科神社が大正時代に創建されており、境内の一画には仁科盛遠の顕彰碑や古い塚などが残されている。また城の北端にある本丸から一段低い土地には阿部神社（安部神社）があり、仁科氏の祖先とされ大和時代からの古代氏族である阿倍氏が祭られている。一説によると平安時代後期の前九年の役を戦った安倍貞任、安倍宗任の親子が祭られているとも伝えられるが、怠りであるとの指摘もある。